# Bremen-Liga
La Bremen-Liga, también conocida como Oberliga Bremen, es una de las ligas regionales de la Oberliga, la quinta división del fútbol alemán.

## Historia

### 1947-1963
Fue creada en el año 1947 y es la liga de fútbol más importante de la región de Bremen, aunque nació como la Amateurliga Bremen con 13 participantes, incluidos equipos de fuera del estado luego de la ocupación de los aliados al finalizar la Segunda Guerra Mundial.
Es la liga que representa a la asociación de fútbol más pequeña de Alemania, en un estado dividido en 2 partes, las ciudad de Bremen y Bremerhaven, dividida por el estado de Niedersachsen.
En sus inicios no tenían un ascenso directo a la Oberliga Nord y nacieron como la segunda división del norte de Alemania. El ascenso lo ganaron solo en dos ocasiones: en 1948 y 1961, mientras que la mayoría de las otras ligas sí promovían equipos directamente.
Luego de la segunda temporada, los 4 clubes de Niedersachsen abandonaron la liga y volvieron a jugarn en su respectiva región, y actualmente recibe a pocos equipos de regiones cercanas a Bremen. En la tercera temporada la liga se expandió a 14 equipos, compensando la ausencia de los equipos que se fueron con clubes locales, y posteriormente la liga pasó a tener 15 equipos.

### 1963/74
Al nacer la Bundesliga en 1963, la Oberliga Nord desaparece y aparece la Regionalliga Nord (II), el campeón de Bremen continuaba jugando el playoff para ascender, pero esta vez a la Regionalliga y la liga se expandió a 16 equipos para 1973.

### 1974/94
En 1974 la Regionalliga Nord (II) desapareció y dio su lugar a la 2. Bundesliga Nord como la nueva segunda división de Alemania, renace la Oberliga Nord como la tercera división, mientras que la Amateurliga baja a la cuarta categoría, pasando a llamarse Verbandsliga Bremen, pero con la diferencia de que esta vez ascenderían dos equipos directamente a la Oberliga Nord ganando el playoff.

### 1994/2008
En 1994 se restablece la Regionalliga Nord, esta vez como la tercera división alemana, la Oberliga Nord se dividió en dos ligas: Oberliga Niedersachsen/Bremen y Oberliga Hamburg/Schleswig-Holstein, mientras que la Verbandsliga descendió como quinta división alemana, pero esta vez tendrían una promoción directa a la cuarta división por primera vez en su historia.
En la temporada 1999/2000 hubo un cambio en la Regionalliga, pasando de cuatro grupos a 2, con lo que la Verbandsliga perdió el ascenso directo; y para 2004 volvieron a unificar las oberligas en la Oberliga Nord.

### 2008
En 2008 nace la 3. Bundesliga, con lo que la Oberliga Nord desapareció nuevamente, dando origen a la NOFV-Oberliga y para la temporada 2008/09 la liga obtendría el estatus de Oberliga, adoptando el nombre oficial que tienen actualmente.

## Equipos Fundadores
Estos son los equipos que jugaron en la primera temporada en 1947:
| - TuS Bremerhaven 93 - Blumenthaler SV - SV Hemelingen - ATS Bremerhaven - Komet Bremen | - Hastedter TSV - VfL Visselhövede, club de Niedersachsen - SSV Delmenhorst, club de Niedersachsen - Cuxhavener SV, club de Niedersachsen | - TuRa Bremen - TV Arsten - Delmenhorster BV, club de Niedersachsen - TSV Bassum |

Fuente:

## La Liga en el Sistema del Fútbol Alemán
| Periodo   | Nivel | Ascenso a                     |
| --------- | ----- | ----------------------------- |
| 1947-63   | II    | Oberliga Nord                 |
| 1963-74   | III   | Regionalliga Nord             |
| 1974-94   | IV    | Oberliga Nord                 |
| 1994–2004 | V     | Oberliga Niedersachsen/Bremen |
| 2004-08   | V     | Oberliga Nord                 |
| 2008-     | V     | Regionalliga Nord             |

Fuente:

## Ediciones anteriores
| Temporada | Club                  |
| 1947-48   | TuS Bremerhaven 93    |
| 1948-49   | SV Hemelingen         |
| 1949-50   | Blumenthaler SV       |
| 1950-51   | Blumenthaler SV       |
| 1951-52   | Blumenthaler SV       |
| 1952-53   | ATSV 1860 Bremen      |
| 1953-54   | ATSV 1860 Bremen      |
| 1954-55   | ATSV 1860 Bremen      |
| 1955-56   | Bremer SV             |
| 1956-57   | SV Werder Bremen II   |
| 1957-58   | Bremer SV             |
| 1958-59   | Blumenthaler SV       |
| 1959-60   | Polizei SV Bremen     |
| 1960-61   | Bremer SV             |
| 1961-62   | SV Werder Bremen II   |
| 1962-63   | AGSV Bremen           |
| 1963-64   | Blumenthaler SV       |
| 1964-65   | Bremer SV             |
| 1965-66   | Eintracht Bremen      |
| 1966-67   | SV Werder Bremen II   |
| 1967-68   | SV Werder Bremen II   |
| 1968-69   | TuS Bremerhaven 93 II |
| 1969-70   | Polizei SV Bremen     |

| Temporada | Club                  |
| 1970-71   | Polizei SV Bremen     |
| 1971-72   | Blumenthaler SV       |
| 1972-73   | Blumenthaler SV       |
| 1973-74   | Blumenthaler SV       |
| 1974-75   | TSV Osterholz-Tenever |
| 1975-76   | SV Werder Bremen II   |
| 1976-77   | SG Oslebshausen       |
| 1977-78   | Bremer SV             |
| 1978-79   | Blumenthaler SV       |
| 1979-80   | SFL Bremerhaven       |
| 1980-81   | FT Geestemünde        |
| 1981-82   | SFL Bremerhaven       |
| 1SE2-83   | Bremer SV             |
| 1983-84   | SC Vahr               |
| 1984-85   | Bremer SV             |
| 1985-86   | Bremer SV             |
| 1986-87   | FC Mahndorf           |
| 1987-88   | SFL Bremerhaven       |
| 1988-89   | Blumenthaler SV       |
| 1989-90   | TSV Osterholz-Tenever |
| 1990-91   | TSV Osterholz-Tenever |
| 1991-92   | SFL Bremerhaven       |
| 1992-93   | FC Bremerhaven        |

| Temporada | Club                   |
| 1993-94   | FC Bremerhaven         |
| 1994-95   | SV Vatan Sport         |
| 1995-96   | FC Oberneuland         |
| 1996-97   | Blumenthaler SV        |
| 1997-98   | SV Werder Bremen III   |
| 1998-99   | BTS Neustadt           |
| 1999–2000 | SC Weyhe               |
| 2000-01   | SC Weyhe               |
| 2001-02   | FC Bremerhaven         |
| 2002-03   | SC Weyhe               |
| 2003-04   | KSV Vatan Sport Bremen |
| 2004-05   | SC Weyhe               |
| 2005-06   | FC Oberneuland         |
| 2006-07   | Bremer SV              |
| 2007-08   | FC Bremerhaven         |
| 2008-09   | Brinkumer SV           |
| 2009-10   | SV Werder Bremen III   |
| 2010-11   | SV Werder Bremen III   |
| 2011-12   | FC Oberneuland         |
| 2012-13   | SV Werder Bremen III   |
| 2013-14   | Bremer SV              |
| 2014-15   | Bremer SV              |
| 2015-16   |                        |

Fuente:

- Los que lograron el ascenso en Negrita.